# Држање за ваздух
Држање за ваздух је југословенски филм снимљен 1985. године у режији Здравка Шотре, који је писао и сценарио заједно са Слободаном Стојановићем.

## Радња
Топла лирска прича о љубави и неспоразумима, сећањима и дечачким сновима.
Прича о ратном сирочету које се сећа првих поратних дана, свога боравка у дому за ратну сирочад, својих васпитача, другова, а највише свога „јединог брата“. То је у исто време прича о љубави и неспоразумима, о дечачким сновима кроз које се сагледава сва лепота и чистота дечјих душа, као и први послератни дани полета и изгарања.

## Улоге
| Глумац                   | Улога                |
| ------------------------ | -------------------- |
| Марко Војиновић          | Дечак Милан          |
| Славко Штимац            | Глигорије            |
| Велимир Бата Живојиновић | Буздован             |
| Јелица Сретеновић        | Домаћица             |
| Данило Бата Стојковић    | Управник дома        |
| Миливоје Томић           | Павле Јовановић      |
| Славко Симић             | Деда                 |
| Драгомир Бојанић Гидра   | Доктор               |
| Гала Виденовић           | Светлана Б. Ђорђевић |
| Зоран Радмиловић         | Светланин стриц      |
| Љиљана Седлар            | Светланина стрина    |
| Мирослав Бијелић         | Поп                  |
| Катица Жели              | Пекарка              |
| Давид Тасић              | Пекар                |
| Милош Жутић              | Наратор              |
| Растислав Јовић          | Социјални радник     |
| Душан Тадић              | Сељак са шајкачом    |
| Даница Максимовић        | Сељанка              |
| Предраг Милинковић       | Сељак са косом       |
| Јован Никчевић           |                      |
| Ђура Кесер               |                      |